# Czesław Skonieczny

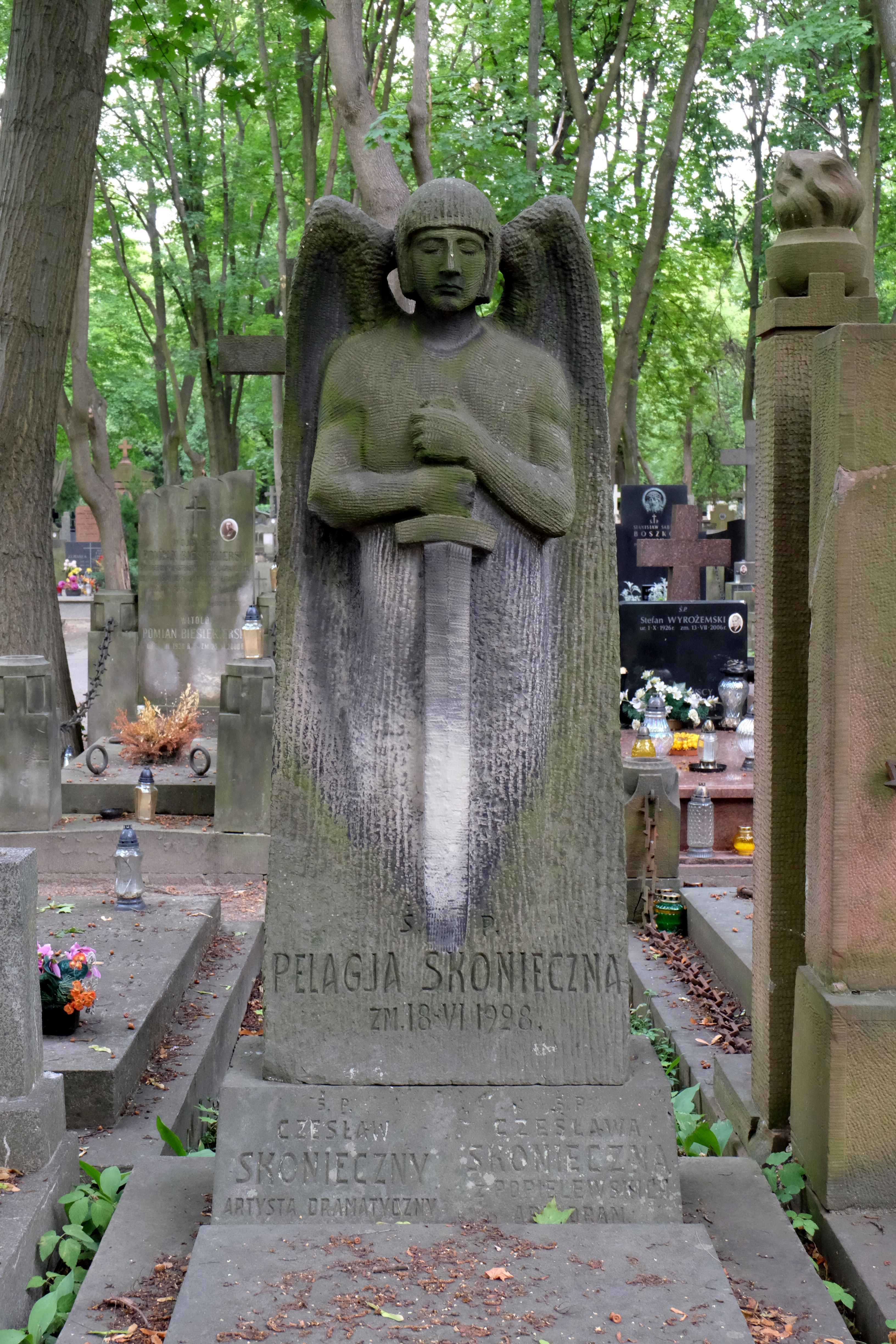
Grób Czesława Skoniecznego na cmentarzu Powązkowskim w Warszawie

Czesław Skonieczny (ur. 7 lipca 1894 w Warszawie, zm. 27 marca 1946 w Łodzi) – polski aktor.
Przed wojną grał w teatrach warszawskich, a w czasie wojny w teatrach jawnych: Teatr Nowości i Teatr Maska.
Po wojnie występował w łódzkim Teatrze Miniatur „Syrena”. Pochowany na cmentarzu Powązkowskim w Warszawie (kwatera 215-4-2).

## Filmografia
- 1918 – Rozporek i Ska
- 1924 – Miodowe miesiące z przeszkodami
- 1930 – Na Sybir
- 1930 – Wiatr od morza
- 1931 – Uwiedziona
- 1931 – Bezimienni bohaterowie
- 1932 – Pałac na kółkach
- 1932 – Ułani, ułani, chłopcy malowani
- 1933 – 10% dla mnie
- 1933 – Ostatnia eskapada
- 1933 – Każdemu wolno kochać
- 1934 – Awanturki jego córki
- 1934 – Czy Lucyna to dziewczyna?
- 1934 – Śluby ułańskie
- 1935 – Antek policmajster
- 1936 – Pan Twardowski
- 1937 – Dorożkarz nr 13
- 1937 – O czym marzą kobiety
- 1937 – Piętro wyżej
- 1937 – Trójka hultajska
- 1938 – Za zasłoną
- 1938 – Florian
- 1938 – Szczęśliwa trzynastka
- 1939/1941 – Żona i nie żona
- 1939/1941 – Ja tu rządzę